# Головнин, Игорь Стефанович
Игорь Стефанович Головнин (1926—2018) — советский инженер-физик и педагог, доктор технических наук, профессор. Лауреат Ленинской (1964) и Государственных премий СССР (1971, 1978). Заслуженный деятель науки Российской Федерации (2012).

## Биография
Родился 6 марта 1926 года в селе Корюковка Черниговской области.
С 1940 году после окончания семи классов Магнитогорской средней школы, поступил в Магнитогорский металлургический техникум. С 1942 года в период Великой Отечественной войны начал свою трудовую деятельность — рентгеновским техником в Магнитогорском эвакуационном госпитале № 5802, позже начал работать статистом в театре. С 1944 году был призван в ряды РККА и как специалист, был направлен  в Московский НИИ-24 НКБ СССР, где работал  техником и сталеплавильщиком литейного цеха артиллерийско-рентгеновской лаборатории. 
С 1945 по 1951 годы обучался  в Московском механическом институте боеприпасов (с 2009 года — Национальный исследовательский ядерный университет «МИФИ»), получив квалификацию — «инженер-физик по разработке и эксплуатации физических приборов и установок», некоторое время до распределения был заведующим лаборатории  кафедры №5 ММИБ. С 1951 года работал в системе Первого главного управления при Совете Министров СССР — старший инженер группы приёмке особых заказов завода № 817. С 1953 года направлен на работу в ВНИИНМ, последовательно занимая должности с 1953 по 2013 годы: старшего инженера, начальника группы, старшего научного сотрудника, начальника лаборатории, начальника отдела и главного научного сотрудника института. Основная научная деятельность И. С. Головнина была связана с участием в конструкторско-технологических решениях по вопросам твэлов для атомных энергетических установок на подводных лодках и надводных кораблей (был участником создания атомных подводных лодок первого и второго поколений и атомных ракетных подводных крейсеров стратегического назначения), также занимался исследованиями в области работ по созданию твэлов для реакторов на быстрых нейтронах (участник разработки конструкций и подготовки производства твэлов для реакторов транспортных судовых установок первого и второго поколений, разработчик твэлов исследовательских реакторов на быстрых нейтронах из сплавов плутония и диоксида плутония). Считал своими учителями академиков А. И. Лейпунского и А. А. Бочвара.
На педагогической работе с 1970 года — профессор МИФИ по кафедре №18.
В 1964 году И. С. Головнин был удостоен Ленинской премии, в 1971 и в 1978 годах — Государственных премий СССР.
В 1986 году был участником ликвидации последствий аварии на Чернобыльской АЭС.
Умер 27 марта 2018 года в Москве.

## Награды
Основной источник:
- Орден Трудового Красного Знамени
- Орден Знак Почёта
- Медаль «За доблестный труд в Великой Отечественной войне 1941—1945 гг.»

### Премии
- Ленинская премия (1964[3])
- Государственная премия СССР (1971, 1978[3][4])

### Звание
- Заслуженный деятель науки Российской Федерации (2002[5])